# Црква Светог Јована Крститеља у Петерлашу
Црква Светог Јована Крститеља у Петерлашу, насељеном месту на територији  општине Димитровград, православни је храм који припада Епархији нишкој Српске православне цркве.
Црква посвећена Светом Јовану Крститељу саграђена је у пероду од 2013. до 2014. године на источној страни села, а на месту где је раније постојала црква посвећена светом Јовану Крститељу.
Храм је изграђен средствима Мирка Савића из Суботице.